# Alexander Dinnik
Alexander Nikolajevich Dinnik (em russo:  Александр Николаевич Динник, em ucraniano:  Олександр Миколайович Динник; Stavropol, 31 de janeiro [Calend. juliano: 19 de janeiro] 1876 – Kiev, 22 de setembro de 1950) foi um engenheiro soviético-ucraniano.

## Biografia
Filho de um professor de física, frequentou a escola em Stavropol. A partir de 1894 estudou na Universidade Nacional de Odessa e na Universidade Naional Taras-Chevtchenko de Kiev, onde obteve o diploma em 1899. Em seguida foi professor de física do Instituto Politécnico de Kiev e, mais tarde, professor de mecânica dos sólidos. Em 1909 obteve um doutorado com uma tese sobre mecânica do contato. Em 1910 esteve em uma visita de estudo a Munique com Arnold Sommerfeld e August Föppl. Quando retornou, tornou-se professor na Politécnica de Novocherkassk em 1911. Em 1912 esteve na Universidade Técnica de Gdańsk com Hans Lorenz, onde obteve um doutorado com uma tese sobre placas e cascas. Em 1913 foi professor de mecânica teórica no Instituto de Mineração em Ekaterinoslav. Em 1915 obteve a habilitação (doktor nauk) na Universidade Nacional da Carcóvia (A aplicação das funções de Bessel em problemas da teoria da elasticidade). Foi até 1930 professor no Instituto de Mineração em Ekaterinoslav e de 1944 a 1950 professor na Universidade de Kiev.
Em 1929 foi eleito membro pleno da Academia Nacional de Ciências da Ucrânia.
Dinnik formou ao longo de sua carreira científica mais de 40 doutores em ciências, dentre os quais Gurii Savin. Em 1946 recebeu a Ordem de Lenin e em 1944 a Ordem da Bandeira Vermelha do Trabalho. Morreu aos 74 anos de idade em Kiev e foi sepultado no Cemitério de Lukyanivka.

## Obras
- Publicações selecionadas (em russo), 3 Volumes, Kiev, 1952 a 1956